# Campeonato Carioca de Basquete

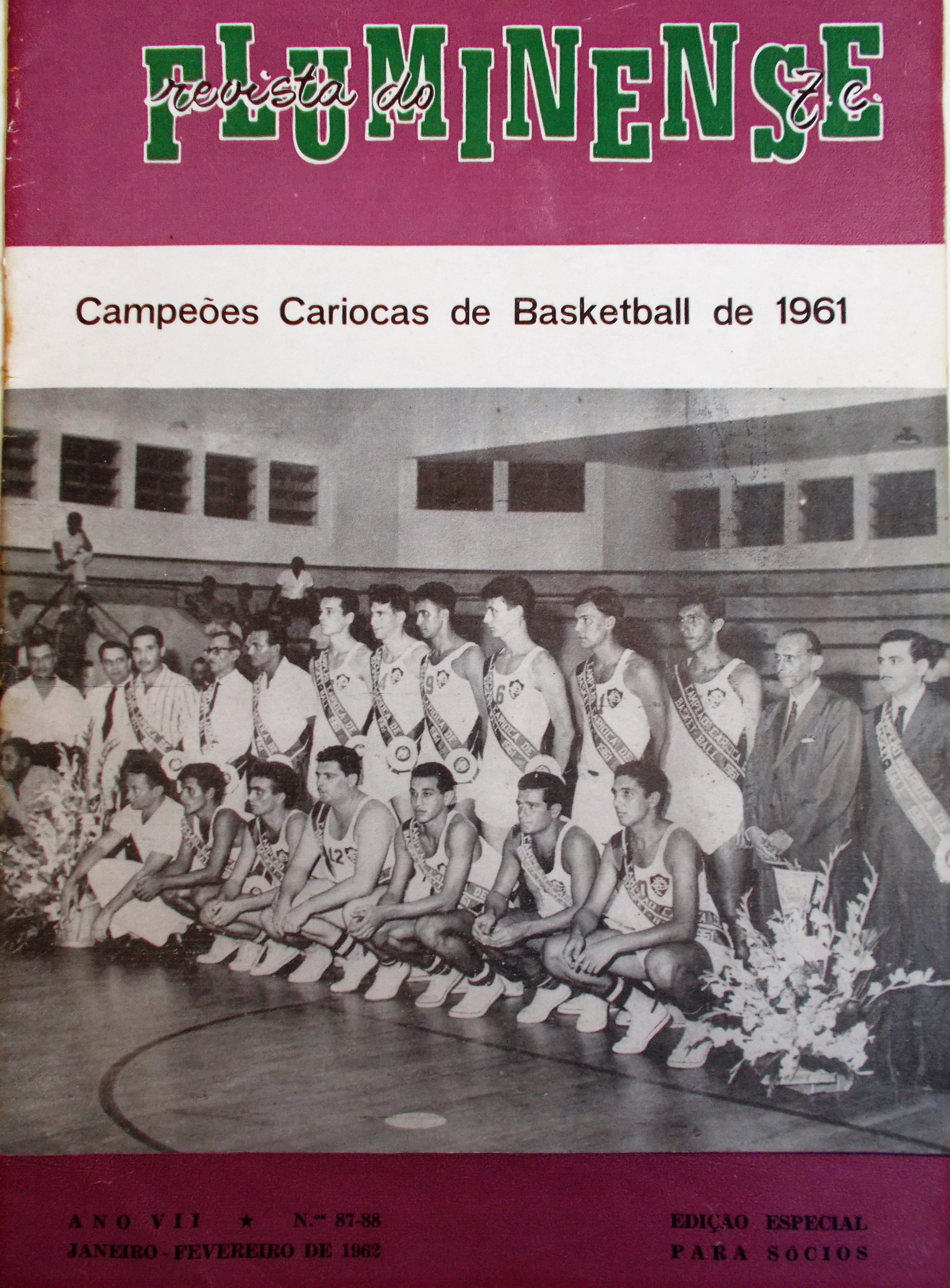
Campeão Carioca de 1961

O Campeonato Carioca de Basquete é uma competição organizada pela Federação de Basquetebol do Estado do Rio de Janeiro, atualmente é chamado de Campeonato Estadual de Basquete do Rio de Janeiro .
O Flamengo é o maior vencedor do Campeonato Carioca de Basquete Masculino com 43 títulos, enquanto o Botafogo o maior vencedor do Campeonato Carioca de Basquete Feminino com 7 conquistas.